# With Sympathy
With Sympathy (с англ. — «С сочувствием») — дебютный студийный альбом индастриал-метал группы Ministry, выпущенный 10 мая 1983 года лейблом Arista Records. В Европе издавался под названием Work for Love.
With Sympathy не издавался в течение многих лет, и Йоргенсен утверждал, что уничтожил мастер-кассеты. В 2012 году Eastworld Records переиздала альбом с тремя бонус-треками.

## Предыстория

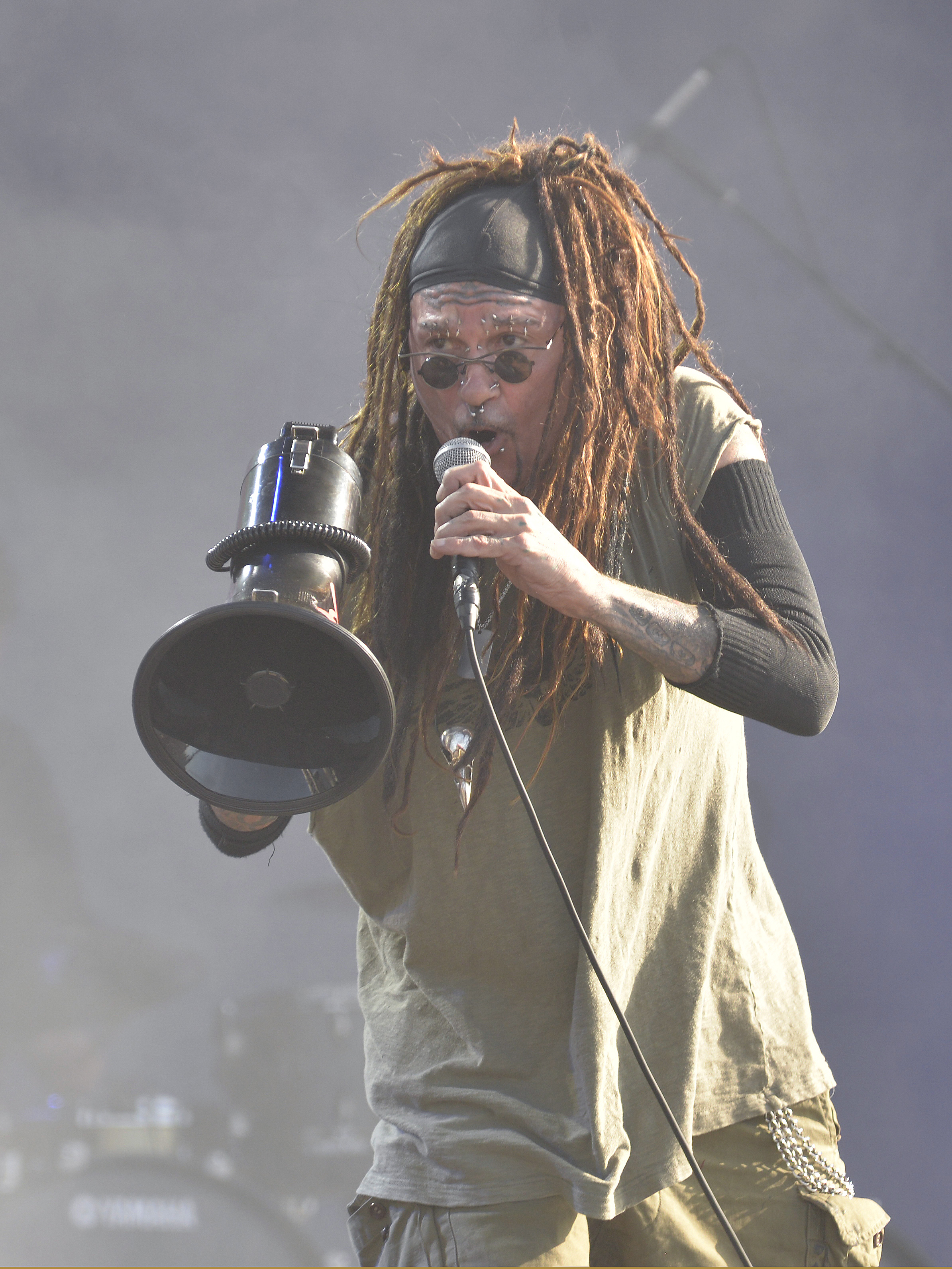
Несмотря на бывшую неприязнь, позже Эл Йоргенсен примирился с альбомом, заявив, что «…из-за этой записи я бы не был тем, кто я есть сегодня. Я думаю, что без этой записи я бы не был таким гребаным придурком-маньяком. Так что сейчас я благодарен за это».

В 1978 году Эл Йоргенсен переехал из Денвера в Чикаго, чтобы поступить в Иллинойский университет в Чикаго. Его познакомила с местной андеграундной сценой его тогдашняя подруга, и в 1979 году он заменил Тома Хоффмана на гитарах в Special Affect, пост-панк-группе, в которой участвовали вокалист Фрэнк «Groovie Mann» Нардиелло из My Life с Thrill Kill Kult), барабанщик Гарри Рушаков (Concrete Blonde) и басист Марти Соренсон. После раскола Special Affect в 1980 году Йоргенсен сформировал недолговечную группу под названием The Silly Carmichaels, в которой участвовали участники The Imports и отыграли два концерта.
В 1981 году Йоргенсен познакомился с Джимом Нэшем и Данни Флешером, соучредителями и совладельцами инди-лейбла и магазина Wax Trax! Records, которые рекомендовали его в качестве гастролирующего гитариста для певца Дивайн. Отыграв несколько концертов с последним, Йоргенсен начал писать и записывать песни в своей квартире, используя недавно купленный синтезатор ARP Omni, драм-машину и катушечный магнитофон. Он представил демо-запись Джиму Нэшу, который предложил Йоргенсену записать сингл и сформировать гастрольную группу, которую Йоргенсен решил назвать Ministry: 

Каждый по-разному интерпретирует название Ministry (с англ. — «министерство»). Некоторые люди истолковывают это религиозно… Для многих людей я «Министерство Придурков», а другие думают, что я «Министерство чего угодно». Всё дело в том, что название вызывает в воображении образ большой всемогущей корпорации за закрытыми дверями, в затемнённых комнатах, крутящейся и торгующей, играющей во власть. Так что для некоторых людей это название соответствует правительственным принципам, а для других — религиозным, но когда всё сводится к этому, какая, блядь, разница!? Влиятельные брокеры — это всё, что есть, за закрытыми дверями, управляющие вашей жизнью. И это то, что он должен вызывать, и это то, что я хотел создать, и это то, что всегда будет в Ministry.
Первый состав Ministry состоял из клавишников Роберта Робертса и Джона Дэвиса, басиста Соренсона и барабанщика Стивена Джорджа; Йоргенсен утверждал, что не хотел исполнять вокал, но решил сделать это после прослушивания нескольких певцов, «которые все были отстой». Нэш купил записи в студии Hedden West, в результате чего вышел двенадцатидюймовый сингл с «I’m Falling» и инструментальным треком «Primental» на стороне «А», с песней «Cold Life» на стороне «Б». Запись была спродюсирована совместно Джеем О’Рорком и Иэном Берджессом и выпущена в конце 1981 года на Wax Trax! в США. В марте 1982 года сингл был лицензирован британским лейблом Situation Two, с «Cold Life» в качестве стороны «A».
Ministry исполнили свой дебютный концерт в канун Нового 1982 года в чикагском клубе Misfits, а весной начало турне по Северо-Востоку и Среднему Западу, разогревая таких исполнителей, как Medium Medium, A Flock of Seagulls, Culture Club и Depeche Mode. Тем временем сингл «I’m Falling / Cold Life» занял 45-е место в чарте Billboard Hot Dance/Disco с тиражом около 10 000 экземпляров по состоянию на сентябрь 1982 года и, таким образом, став первым хитом Wax Trax!

## Запись
Во время гастролей по Среднему Западу и Северо-Востоку в 1982 году Ministry добилась некоторого коммерческого успеха с синглом «Cold Life». Первоначальный успех группы привлёк внимание основателя и исполнительного директора Arista Records Клайва Дэвиса, который предложил им сделку, пообещав сделать их «следующими Joy Division» — утверждение, которое позже Йоргенсен счёл вводящим в заблуждение.
Подписав шестизначный контракт на два альбома, группа — с Йоргенсеном и Джорджем, входящими в официальный состав — пришли на запись в студию Synchro Sound в Бостоне с продюсерами Винсом Эли (бывшим барабанщиком Psychedelic Furs) и Иэном Тейлором (бывшим помощником Роя Томаса Бейкера), а также клавишники Робертс и Дэвис в качестве сессионных музыкантов.
Йоргенсен и Робертс утверждают, что включение Робертса в группу произошло из-за того, что их общий друг Пол Тейлор был болен и не смог присоединиться.

## Выпуск и продвижение
12-дюймовый сингл, содержащий песню «Same Old Madness», был записан и запланирован к выпуску вместе с сопровождающим его музыкальным видео. Однако «Same Old Madness» — как песня, так и видео — не появлялись до 2014 года; вместо этого «Work for Love» была выпущена в январе 1983 года и достигла 20-го места в чарте Hot Dance/Disco. Дебютный альбом Ministry, озаглавленный With Sympathy (также известный как Work for Love в Европе), был закончен примерно в это время и выпущен в мае, достигнув 94-го места в Billboard Top LPs & Tape. После релиза альбом был поддержан ещё двумя синглами — «Revenge» (с музыкальным видео, частично переработанным из «Same Old Madness») и «I Wanted to Tell Her» (переработанная версия «Primental»), а также сопровождающим концертным туром с The Police во время североамериканского этапа их тура в поддержку альбома Synchronicity. За это время Йоргенсен познакомился с членами сиэтлской группы The Blackouts, а именно с басистом Полом Баркером и барабанщиком Биллом Рифлином, а также с их тогдашним менеджером Патти Марш, которая позже стала женой Йоргенсена с 1984 по 1995.

## Критический приём
При выпуске With Sympathy получил смешанные критические отзывы. Rolling Stone отметил, что если и отсутствует оригинальность в этом альбоме в жанре синти-поп, то «…едва ли стоит на это жаловаться, потому что Ministry удаётся сделать то, чем пренебрегают многие гораздо более инновационные группы: они пишут запоминающиеся танцевальные песни». В обзоре далее отмечалось, что пение Йоргенсена было «…заряжённый гневом, страстью и ликованием — настоящими эмоциями вместо вокального позёрства, столь распространённого в синти-попе». Альбом достиг коммерческого успеха, достигнув 94-го места в Billboard Top LPs & Tape и продав более 100 000 копий в США к 2007 году. Альбом был раскручен тремя синглами — «Work for Love», «I Wanted to Tell Her» и «Revenge» — и трёхмесячным туром. Для сингла «Revenge» было снято музыкальное видео.

## Конфликт с Arista Records
Несмотря на успех With Sympathy, отношения Йоргенсена с Arista Records были напряжёнными. В конце концов, Йоргенсен отправил демо-кассету с кавер-версией песни Roxy Music «Same Old Scene», прежде чем разорвать контракт с Arista, подав на них в суд за нарушение договорных обязательств:78. С тех пор Йоргенсен выражал неприязнь к эпохе With Sympathy, часто предоставляя различные (и широко противоречивые) объяснения своей антипатии.
В интервью 2004 года, проведённом Марком Приндлом, Йоргенсен сказал, что после подписания контракта с Arista весь контроль над творчеством Ministry был «передан другим сценаристам и продюсерам». В своей автобиографии 2013 года Йоргенсен дал другое объяснение, сказав, что руководство Arista оказало на него давление, чтобы он продюсировал свои существующие песни в популярном тогда стиле синти-поп, чтобы сделать их более коммерчески приемлемыми, что контрастирует с более жёстким и грязным индастриал- и метал звучанием, которое он позже развит. Он сравнил этот опыт с опытом Milli Vanilli. Йоргенсен описал альбом как «звуковой аборт». Он также утверждает, что Arista не позволила песням, которые он написал в 1982 году, появиться в альбоме; эти треки в конечном итоге появятся в альбомах Twitch и The Land of Rape and Honey.
Однако, по словам Иэна Маккея, с которым Йоргенсен сформировал Pailhead, Йоргенсен открыл для себя хардкор-музыку после своей синти-поп-работы, утверждение, которое Йоргенсен повторил в документальном фильме «Несчастный случай на производстве: История Wax Trax! Records»; Йоргенсен повторил этот момент в 2012 году, и снова в 2018 году. Бывший клавишник Роберт Робертс опровергает утверждения о том, что Arista Records вынудила Йоргенсена «сделать запись дрянной», заявив, что готовый продукт был просто разбавлен и не отражал должным образом живое звучание группы.
В 2019 году он заявил, что запись была «прекрасной», только она могла бы быть намного лучше без вмешательства звукозаписывающей компании. Йоргенсен использует ложный английский акцент для всех песен альбома, за что он также позже выразил большую неприязнь, хотя Патти Марш, жена Йоргенсена, заявила в интервью 2013 года: «…английский акцент был больше данью уважения группам, которые он любил, чем что-либо ещё. Он не пытался выдать себя за британца. The Stones использовали южный акцент, и никто не полез за ними в задницу», — объяснение, которое сам Йоргенсен также дал в предыдущем интервью 1983 года Ричарду Скиннеру.

## Выступления
24 августа 2023 года Ministry впервые с 1984 года исполнили вживую «Revenge» в Далласе, штат Техас.

## Список композиций
| №  | Название                   | Длительность |
| -- | -------------------------- | ------------ |
| 1. | «Effigy (I’m Not An)»      | 3:51         |
| 2. | «Revenge»                  | 3:48         |
| 3. | «I Wanted to Tell Her»     | 5:29         |
| 4. | «Work for Love»            | 4:44         |
| 5. | «Here We Go»               | 3:21         |
| 6. | «What He Say»              | 4:04         |
| 7. | «Say You’re Sorry»         | 4:18         |
| 8. | «Should Have Known Better» | 4:31         |
| 9. | «She’s Got a Cause»        | 3:33         |

## Участники записи
Ministry
- Эл Йоргенсен — вокал, гитара (1, 3, 4), клавишные, барабаны (8)
- Стивен Джордж — барабаны (1—7, 9), ударные (4, 5, 9)

Дополнительные музыканты
- Роберт Робертс — клавишные (2, 3, 4, 9)
- Мэрибет О’Хара — вокал (2, 4)
- Шей Джонс- вокал (3)
- Джон Дэвис — клавишные (3, 4, 9)
- Вальтер Турбитт — гитара (3)
- Мартин Соренсен — бас-гитара (3)
- Винс Эли — ударные и клавишные (4)
- Антонии де Портаго — вокал (4)
- Брэд Холлен — бас-гитара (5, 6)
- Дорин Чентер — вокал (7)
- Боб Сабер — саксофон (7)

## Чарты
| Чарт (1984 г.)           | Позиция в чарте |
| ------------------------ | --------------- |
| Billboard Top LPs & Tape | 94              |

| Песня (1983 г.)        | US Dance | NZ |
| ---------------------- | -------- | -- |
| «Work for Love»        | 20       | —  |
| «I Wanted to Tell Her» | 13       | 35 |
| «Revenge»              | —        | —  |